# Zlato Polje
Zlato Polje – wieś w Słowenii, w gminie Lukovica. W 2018 roku liczyła 37 mieszkańców.